# Variszkuszi-hegységrendszer

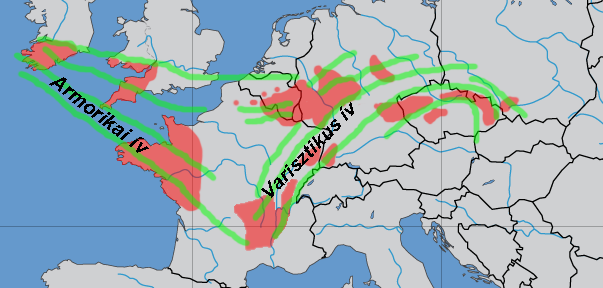
A Variszkuszi-hegységrendszer maradványai és vonulatai Európában

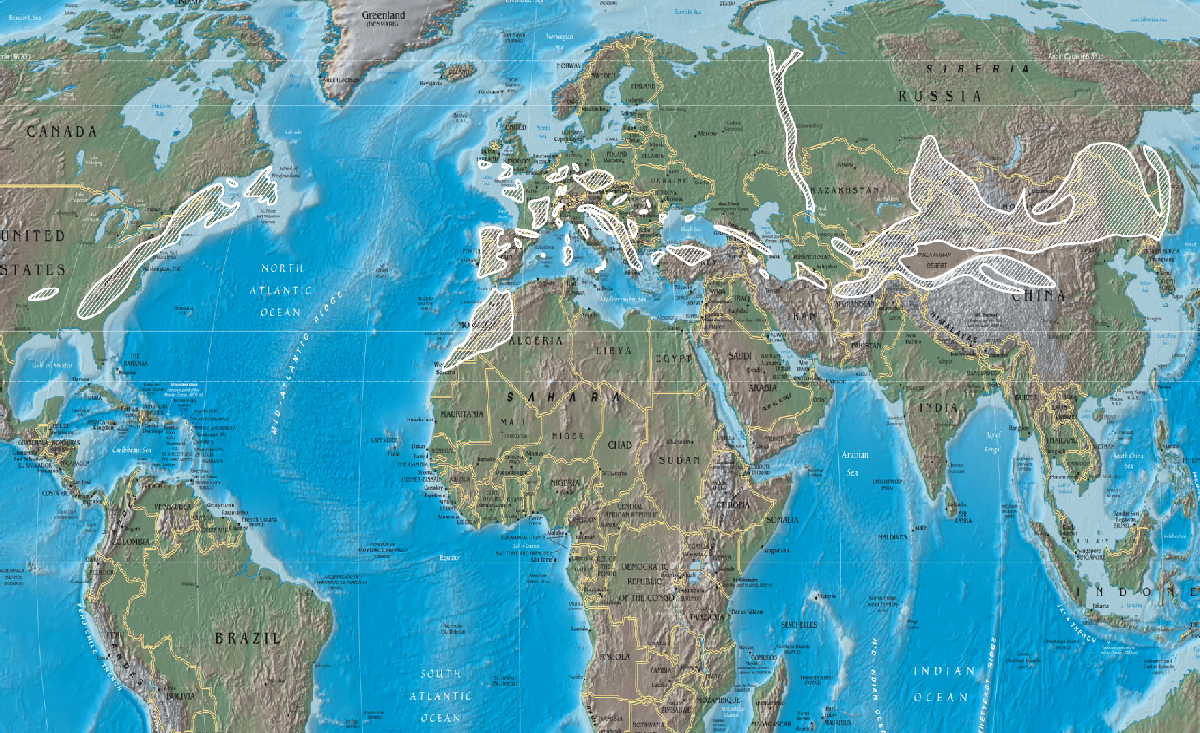
A variszkuszi orogén globális térképe

A Variszkuszi-hegységrendszer a karbon időszak környékén a herciniai orogén fázis alatt kialakult hegységrendszer. Maradványai a variszcidák vagy varisztidák, az armorikai hegységgel együtt herciniai gyűrődésnek nevezik. A hegységrendszer akkor jött létre, amikor a devon második felében és a karbon idején, 280-380 millió évvel ezelőtt összeütközött Laurázsia és Gondwana őskontinens és létrehozták a Pangeát.

## Név eredete
Neve a középkori latin Variscia szóból, egy szászországi terület nevéből ered, amely pedig a valaha feltételezetten ott élt germán törzs, a variszkuszok nevéből származik.

## Képződése
Szűkebb értelemben csak a mai Európa területén zajlott hegységképződést nevezik variszkuszinak, amely Laurázsia és Gondwana ütközéséhez köthető. A hegység vonulata a Kaledóniai-óceánból emelkedett ki. Az ugyanabban az időben Észak-Amerika területén zajlott folyamat neve allegheny orogén fázis. Sokszor előfordul, hogy a magyarországi karbonkorú képződményeket variszkuszinak nevezik (például a Velencei-hegységet). Ez csak a kort tekintve helyes, egyébként nem a varisztidákat kiemelő nagyszerkezeti mozgások hozták létre ezeket, hanem a lemezperemek meggyengülését és gyűrődését kísérő belső zóna, amelyben a töredező kéreg szakadásai nagy kiterjedésű mélységi magmás tevékenységet indítottak el.
A variszkuszi orogén fázis hosszú, és tektonikailag bonyolult folyamat volt. Részben összemosódik a korábbi kaledóniai orogénnel (szilur–devon). Ekkor a kontinensperemeken kordillera-típusú orogén övek alakultak ki, amelynek során Európában a Kaledóniai-hegység, Amerikában a Takoni-hegység emelkedett ki (takoni orogén fázis). Mindkét hegylánccal párhuzamosan gyűrődtek fel a varisztidák az óceánok bezárulása során. A varisztidák kiemelkedésével végleg bezárult a Japetus-óceán és a Tornquist-óceán is. A varisztidák emelkedésének tetőpontja 350–330 millió évvel ezelőtt volt, majd a perm első felében, az utolsó varisztida-fázissal létrejött az egységes Pangea.
Lánchegységként emelkedett ki a kontinensek ütközésekor kialakuló kompakciós zónában, mint amilyen a mai Eurázsiai-hegységrendszer. A tömörödési zónák helyenként puszta térrövidüléssel gyűrődtek fel, mint a Himalája, máshol szubdukció is zajlott, ami vulkanizmussal járt. Ugyanígy vulkanizmussal jártak a töréses zónák harántmozgásai is.
A felemelkedő hegyvonulatok nagyon hamar, már a permre röghegységgé koptak. A későbbi tektonikus mozgások feldarabolták, vetősíkok által határolt rögös szerkezetűvé vált. Tértágulásos mozgásokra utalóan jellegzetesek a sasbércek, árkos beszakadások, lépcsős vetődések és medenceformák.
Mai formakincse változatos, tönkös-rögös röghegység, táblás röghegység és láncos röghegység is lehet. Az utóbbiak a mezozoikumi új kiemelkedés során jöttek létre.

## Nyersanyagai
A vulkanizmus jelentős ércteléreket hozott létre ebben a hegységben, amelyek a hegység későbbi lepusztulásával elérhetőek lettek, illetve nemesfém torlatok (üledékes nemesfém lelőhelyek) képződtek. A fémércek közül legfontosabbak a cink-, réz-, higany-, ón- és ólomdúsulások. A karbon időszak dús vegetációja, a gyors hegységpusztulással járó nagy mennyiségű törmelékes üledék, valamint a lassú térszínsüllyedés ideális feltételeket biztosított a széntelepek képződéséhez. Maga a karbon időszak is a hatalmas kiterjedésű, jó minőségű kőszeneiről kapta a nevét.
A létrejövő Pangea szélsőségesen kontinentális éghajlatán a kialakuló hegységek gyorsan erodálódtak, a szelek hatalmas homokhalmokat emeltek. Ebből alakult ki a szerte Európában megtalálható permi vörös homokkő, amely kedvelt építőanyag.

## A hegységrendszer tagjai
A varisztidák két nagy hegységívet alkottak Európában, a délkeleti hercíniai ágat és az északnyugati armorikai ágat, amelyek a Francia-középhegységben futnak össze.
1. az armorikai ághoz tartozó mai hegységek, illetve a mai hegységekben maradványként fellelhető rögök:
- Francia-középhegység (Massif Central), Franciaország)
- Normann-hegyvidék (vagy Normand-hegyvidék, Normandia)
- Breton-hegyvidék (Bretagne)
- Mezeta (Spanyolország)
- Ibér-hegyvidék (Spanyolország)
- Dél-Anglia (Anglia)
- Dél-Wales (Anglia)
- Cornwall (Anglia)
- Dél-Írország

2. a hercíniai ághoz tartozó hegységek és maradványok
- Vogézek (Franciaország)
- Ardennek (Belgium)
- Német-középhegység (Németország)
- Fekete-erdő (Németország)
- Rajnai-palahegység (Németország)
- Harz (Németország)
- Érchegység (Csehország)
- Szudéták (lengyel-cseh határ)
- Cseh erdő (Csehország)
- Lengyel-középhegység (Lengyelország)
- Rodope (Bulgária)
- Rila (Bulgária)
- Macedón-röghegység (Macedónia)
- Észak-anatóliai-hegység mint legdélebbi fennmaradt nyúlvány

3. egyidejűsége és viszonylagos földrajzi közelsége, valamint a folyamatok összefüggése miatt a „nagyon keleti” ágként az uráli ágat is említeni szokták. Ez azonban kissé megelőzi a varisztidák kialakulását, mivel a Laurázsia kialakulásában szerepet játszó kontinensütközés, Laurencia és Fennoszarmácia torlódása emelte ki.
- Urál (Oroszország)

4. egyidejű, de nem a varisztidákhoz tartozó hegységek:
- Tiensan (Kína)
- Altaj (Kína)
- Szaján	(Kína)
- Kunlun	(Kína)
- Nagy-Vízválasztó-hegység (Ausztrália)
- Fok hegység (Fokváros, Dél-afrikai Köztársaság)
- Déli Appalache (Észak-Amerika)
- Velencei-hegység (Magyarország)